# Musaranya de Kivu
La musaranya de Kivu (Crocidura kivuana) és una espècie de musaranya endèmica de la República Democràtica del Congo. El seu hàbitat natural són els pantans.